# RAP1B
Ras srodni protein Rap-1b, takođe poznat kao GTP vezujući protein smg p21B, je protein koji je kod ljudi kodiran  genom.

## Literatura
- Rehmann H; Arias-Palomo E; Hadders MA;  . (2008). „Structure of Epac2 in complex with a cyclic AMP analogue and RAP1B.”. Nature. 455 (7209): 124—7. PMID 18660803. doi:10.1038/nature07187.
- Gyan E; Frew M; Bowen D;  . (2005). „Mutation in RAP1 is a rare event in myelodysplastic syndromes.”. Leukemia. 19 (9): 1678—80. PMID 16118622. doi:10.1038/sj.leu.2403882.
- Schwamborn JC, Müller M, Becker AH, Püschel AW (2007). „Ubiquitination of the GTPase Rap1B by the ubiquitin ligase Smurf2 is required for the establishment of neuronal polarity.”. EMBO J. 26 (5): 1410—22. PMID 17318188. doi:10.1038/sj.emboj.7601580.
- Carmona G; Göttig S; Orlandi A;  . (2009). „Role of the small GTPase Rap1 for integrin activity regulation in endothelial cells and angiogenesis.”. Blood. 113 (2): 488—97. PMID 18805968. doi:10.1182/blood-2008-02-138438.
- Shattil SJ (2005). „Integrins and Src: dynamic duo of adhesion signaling.”. Trends Cell Biol. 15 (8): 399—403. PMID 16005629. doi:10.1016/j.tcb.2005.06.005.
- Malchinkhuu E; Sato K; Maehama T;  . (2009). „Role of Rap1B and tumor suppressor PTEN in the negative regulation of lysophosphatidic acid--induced migration by isoproterenol in glioma cells.”. Mol. Biol. Cell. 20 (24): 5156—65. PMID 19864456. doi:10.1091/mbc.E09-08-0692.
- Daumke O; Weyand M; Chakrabarti PP;  . (2004). „The GTPase-activating protein Rap1GAP uses a catalytic asparagine.”. Nature. 429 (6988): 197—201. PMID 15141215. doi:10.1038/nature02505.
- Gerhard DS; Wagner L; Feingold EA;  . (2004). „The status, quality, and expansion of the NIH full-length cDNA project: the Mammalian Gene Collection (MGC).”. Genome Res. 14 (10B): 2121—7. PMC 528928 . PMID 15489334. doi:10.1101/gr.2596504.
- Edreira MM; Li S; Hochbaum D;  . (2009). „Phosphorylation-induced conformational changes in Rap1b: allosteric effects on switch domains and effector loop.”. J. Biol. Chem. 284 (40): 27480—6. PMID 19651783. doi:10.1074/jbc.M109.011312.
- Scrima A, Thomas C, Deaconescu D, Wittinghofer A (2008). „The Rap-RapGAP complex: GTP hydrolysis without catalytic glutamine and arginine residues.”. EMBO J. 27 (7): 1145—53. PMID 18309292. doi:10.1038/emboj.2008.30.
- Mehrle A; Rosenfelder H; Schupp I;  . (2006). „The LIFEdb database in 2006.”. Nucleic Acids Res. 34 (Database issue): D415—8. PMC 1347501 . PMID 16381901. doi:10.1093/nar/gkj139.
- Canobbio I; Trionfini P; Guidetti GF;  . (2008). „Targeting of the small GTPase Rap2b, but not Rap1b, to lipid rafts is promoted by palmitoylation at Cys176 and Cys177 and is required for efficient protein activation in human platelets.”. Cell. Signal. 20 (9): 1662—70. PMID 18582561. doi:10.1016/j.cellsig.2008.05.016.
- Bernardi B; Guidetti GF; Campus F;  . (2006). „The small GTPase Rap1b regulates the cross talk between platelet integrin alpha2beta1 and integrin alphaIIbbeta3.”. Blood. 107 (7): 2728—35. PMID 16357324. doi:10.1182/blood-2005-07-3023.
- Matsuse M; Mitsutake N; Rogounovitch T;  . (2009). „Mutation analysis of RAP1 gene in papillary thyroid carcinomas.”. Endocr. J. 56 (1): 161—4. PMID 18948674.
- Wiemann S; Arlt D; Huber W;  . (2004). „From ORFeome to biology: a functional genomics pipeline.”. Genome Res. 14 (10B): 2136—44. PMC 528930 . PMID 15489336. doi:10.1101/gr.2576704.
- Li YH, Werner H, Püschel AW (2008). „Rheb and mTOR regulate neuronal polarity through Rap1B.”. J. Biol. Chem. 283 (48): 33784—92. PMID 18842593. doi:10.1074/jbc.M802431200.
- Lova P; Campus F; Lombardi R;  . (2004). „Contribution of protease-activated receptors 1 and 4 and glycoprotein Ib-IX-V in the G(i)-independent activation of platelet Rap1B by thrombin.”. J. Biol. Chem. 279 (24): 25299—306. PMID 15078882. doi:10.1074/jbc.M313199200.
- Yan J, Li F, Ingram DA, Quilliam LA (2008). „Rap1a is a key regulator of fibroblast growth factor 2-induced angiogenesis and together with Rap1b controls human endothelial cell functions.”. Mol. Cell. Biol. 28 (18): 5803—10. PMID 18625726. doi:10.1128/MCB.00393-08.
- Campus F; Lova P; Bertoni A;  . (2005). „Thrombopoietin complements G(i)- but not G(q)-dependent pathways for integrin {alpha}(IIb){beta}(3) activation and platelet aggregation.”. J. Biol. Chem. 280 (26): 24386—95. PMID 15863506. doi:10.1074/jbc.M501174200.
- Defilippi P, Di Stefano P, Cabodi S (2006). „p130Cas: a versatile scaffold in signaling networks.”. Trends Cell Biol. 16 (5): 257—63. PMID 16581250. doi:10.1016/j.tcb.2006.03.003.